# Diffusionisme
Diffusionisme is een theorie over de verspreiding van cultuurelementen zoals ideeën, technologieën, religies en talen door onderlinge contacten. Een belangrijke basisaanname is dat culturele innovatie zeldzaam is en dat het overeenkomsten verklaart door cultuuroverdracht.
Het diffusionisme ontwikkelde zich in de negentiende eeuw als reactie op het evolutionisme dat een autonome ontwikkeling veronderstelde van primitieve samenlevingen tot complexe. Waar het evolutionisme een nomothetische veralgemenende benadering was, richtte het diffusionisme zich juist op een idiografische of particulariserende aanpak. 
Er worden wel drie vormen onderscheiden:
- primair diffusionisme, verspreiding door migratie
- secundair diffusionisme, ontlenen van elementen van een andere cultuur
- verspreiding door stimulering

Tegenwoordig is de theorie van diffusionisme grotendeels afgeschreven. Het ontbrak het diffusionisme aan een verklarende methodiek en veldwerk toonde in toenemende mate aan dat innovatie wel degelijk onafhankelijk van elkaar voorkwam, zoals landbouw op vele plaatsen onafhankelijk tot ontwikkeling kwam.
Daarnaast werd binnen het diffusionisme vooral gezocht naar overeenkomsten en werden verschillen grotendeels genegeerd. Zodra die wel beschouwd werden, viel op dat culturen lange tijd naast elkaar konden leven zonder elkaars cultuur over te nemen. Zo hebben pastorale samenlevingen millennialang naast agrarische samenlevingen gewoond. Om cultuurelementen over te nemen, moet er allereerst een noodzaak zijn om dat te doen en moet aan bepaalde voorwaarden voldaan zijn. Zo is urbanisatie een complex proces dat niet in gang treedt op het moment dat een cultuur zich bewust wordt van urbanisatie in een andere cultuur.
Deze kritiek betekent niet dat er geen sprake is van cultuuroverdracht, maar dat dit proces anders verloopt dan de theorie van diffusionisme beschrijft. Om van diffusie te kunnen spreken moet aangetoond zijn dat culturen met elkaar in contact zijn geweest voordat de ontvangende cultuur de verandering overnam, dat er een opmerkelijke overeenkomst is tussen de betreffende cultuurelementen en moet ook worden aangetoond hoe en waarom de overdracht plaatsvond.

## Boasiaans diffusionisme
De Amerikaanse antropoloog Boas was de belangrijkste figuur in het verzet tegen het evolutionisme dat vooral gekenmerkt werd door leunstoelfilosofie. Boas vond navolging bij onder meer Kroeber, Lowie, Herskovits, Sapir en Mead.
Tegenover de leunstoelfilosofie werd de vergelijkende methode gesteld. Bij culturen die soms ver van elkaar verwijderd waren, werden opvallende overeenkomsten gevonden in woorden, sociale structuur, gewoontes, werkwijzes en geloven. Het evolutionisme had daarbij gesteld dat de menselijke geest overal gelijk was, wat een verklaring moest zijn voor het gegeven dat min of meer gelijkwaardige innovaties op vele plaatsen voorkwamen.
Volgens Boas waren deze innovaties echter zeldzaam en had deze psychologische verklaring daarom geen historische adequaatheid. Wissler voerde het begrip culture area in, waarbij hij zich beperkte tot Noord-Amerika. Kroeber werkte dit verder uit. Daarnaast werd ook het begrip age area geïntroduceerd dat naast de geografische verspreiding de verspreiding door de tijd moest weergeven.
Onafhankelijke parallelle innovatie kon echter niet ontkend worden en dit werd verklaard door convergentie door het principe van beperkte mogelijkheden van Goldenweiser. Het aantal mogelijkheden wordt beperkt door historische beslissingen – ook wel padafhankelijkheid genoemd – en psychologische en technische omstandigheden. Convergentie deed echter het grondbeginsel van het diffusionisme dat innovatie slechts zeer beperkt voorkwam geweld aan.
Binnen de archeologie waren Kossinna en Childe belangrijke vertegenwoordigers die zo probeerden om de verspreiding van de Indo-Europeanen na te gaan. Kossinna werd verworpen vanwege zijn superioriteitsdenken en zijn associatie met de völkische Bewegung en het nationaalsocialisme.

## Kulturkreislehre
De Europese variant hierop was de Wiener Schule, ook wel Kulturhistorische Schule of Kulturkreislehre. Belangrijke vertegenwoordigers van de Wiener Schule waren Graebner en Schmidt.
De Wiener Schule baseerde zich op het werk van Ratzel, de grondlegger van de sociale geografie. Frobenius was hiervan een belangrijke vertegenwoordiger en hij introduceerde het begrip cultuurgebied of Kulturkreis in 1897 met Der westafrikanische Kulturkreis. De Kulturkreis had een mondialer karakter dan de culture area. De Wiener Schule maakte daarbij onderscheid tussen oercultuur, primaire cultuur en secundaire cultuur waarbij de oercultuur als de meest waardevolle werd gezien. Vanuit de Kulturkreise verspreidde een oercultuur zich via migratie waarna er drie mogelijkheden waren:
- de zwakkere cultuur verdwijnt in de sterkere cultuur (assimilatie)
- vermenging van culturen (integratie)
- vlucht van een cultuur voor de andere (separatie)

Meer nog dan de Amerikanen zag de Wiener Schule innovatie als iets wat slechts zeer zelden voorkwam en zou sprake zijn van een beperkt aantal cultuurgebieden van waaruit innovaties zich verspreidden. Deze visie zou van grote invloed zijn op de etnologie.
Problematisch was echter dat men geen methodiek wist te ontwikkelen waarmee het bestaan van een oercultuur kon worden vastgesteld, zodat het bestaan van de Kulturkreis al a priori moest worden aangenomen. Koppers verwierp daarom het gehele concept.

## Heliocentrisch diffusionisme
Een extreme vorm was die waarbij het Oude Egypte werd gezien als de oercultuur van alle andere culturen. Dit heliocentrisch of heliolithisch diffusionisme of Egyptocentrisme werd onder meer uitgedragen door Smith, Perry, Rivers en Cheikh Anta Diop. Dit hyperdiffusionisme bleek echter niet uit onderzoek en wordt daarom tegenwoordig als pseudowetenschappelijk beschouwd. Hierdoor en door het soms racistische en eurocentristische karakter kreeg het diffusionisme een slechte naam binnen de antropologie.